# Кинер (Северна Каролина)
Кинер (енгл. Keener) насељено је место без административног статуса у америчкој савезној држави Северна Каролина.

## Демографија
По попису из 2010. године број становника је 567, што је 59 (11,6%) становника више него 2000. године.
| Група             | 2000.       | 2010.       |
| Белци             | 355 (69,9%) | 363 (64,0%) |
| Афроамериканци    | 130 (25,6%) | 83 (14,6%)  |
| Азијати           | 0 (0,0%)    | 1 (0,2%)    |
| Хиспаноамериканци | 23 (4,5%)   | 105 (18,5%) |
| Укупно            | 508         | 567         |